# لورانس بانكس
لورانس بانكس (بالإنجليزية: Lawrence Banks)‏ هو مدير فني أمريكي، ولد في 1 أغسطس 1880 في توبيكا في الولايات المتحدة، وتوفي في 29 سبتمبر 1935.